# Autoridad Europea de Seguridad Alimentaria
La Autoridad Europea de Seguridad Alimentaria (EFSA por sus siglas en inglés) es una agencia de la Unión Europea, la cual es responsable de detectar y alertar todos aquellos riesgos y problemas que afecten a la seguridad alimentaria de la Unión, colabora con los organismos nacionales de cada Estado de la Unión e informa a los ciudadanos europeos de toda alerta alimentaria. Empezó a ser operativa en 2002 y su sede permanente está en Parma, Italia.
Se funda tras la crisis de la dioxina en 1999, cuando Romano Prodi se compromete como Presidente de la Comisión Europea a publicar un libro blanco sobre la seguridad alimentaria y a la creación de una agencia de seguridad de los alimentos. Influido por la desconfianza de los consumidores en el control alimenticio por parte de las autoridades como ya había quedado manifiesto en la anterior crisis (vacas locas en el 1996). La legislación alimentaria de ese entonces no abordaba el control del pienso para el ganado.

## Críticas
La agencia ha sido criticada repetidas veces por la prensa, por no vigilar sobre conflictos de interés entre sus miembros, que en más de un caso han sido acusados de tener vínculos con empresas que producen justamente las sustancias que la Autoridad deben analizar o están vinculadas a grupos de presión. El defensor del pueblo ha pedido en varias ocasiones que la Autoridad sea más transparente en sus procedimientos.[cita requerida]